# Ryan Laursen
Ryan Johnson Laursen (født 14. april 1992 i Long Beach, Californien, USA) er en amerikansk/dansk fodboldspiller, der spiller for 1. division-klubben B.93. 

## Karriere
Ryan Laursen skiftede i 2007 fra Boldklubben Skjold til Lyngby BK. Efter bl.a. et dansk U17-mesterskab og en række kampe på diverse ungdomslandshold blev han forfremmet til Lyngbys A-trup, hvor han nåede at spille 27 kampe i første division, inden han i sommeren 2013 blev købt af Esbjerg fB for et beløb lige under 2 millioner kr. 
Han fik relativt hurtigt debut for vestjyderne og var fast mand og han også optrådte på U21-landsholdet indtil en seneskade i baglåret og kyssesyge tvang ham til en længere pause. Det har været fremme i medierne at Ryan Laursen og hans agent var stærkt utilfredse med behandlingsforløbet i Esbjerg, og efter i flere omgange at have været sat i forbindelse med udenlandske klubber i Holland, Belgien og Tyskland, skiftede backen til OB i vinteren 2017, hvor han optræder som fast mand på Superliga-holdet. 